# クロワゼ＝シュル＝ガン
クロワゼ＝シュル＝ガン （Croizet-sur-Gand）は、フランス、オーヴェルニュ＝ローヌ＝アルプ地域圏、ロワール県のコミューン。

## 歴史[2]
村の名前が示唆するように、中世の2本の道路が交差するところで村は生まれ、起源は古くからと推測される。『シャラの大道』はリヨンからヴィシーをつなぎ、サイエットの道はフールからロアンヌをロワール川の右岸沿いにつないでいた。この道の分岐の1つは、ボジョレーとフォレの境界線となっていた。1222年5月8日にフォレ伯ギィ2世とボジュー領主アンベールの間で結ばれた条約によって証明されている。井戸の中からガロ＝ローマ時代の遺跡が見つかった現在のラティーユ集落を通じて、それはさらに正確である。
1275年、クロワゼル（Croysel）は聖エティエンヌに捧げられた教区として示されている。1604年に教区は隣接する町のレ（Lay）に依存していた。
1598年、我々はクロワゼ領主ピエール・ド・ポメーの名を見つけることができる。現在のクロワゼ＝シュル＝ガンの名称は1950年に採用された。これは郵便行政からの要請により、誤配を防ぐために同名の別コミューンと区別する必要があったからである。

## 聖フォルテュナの泉

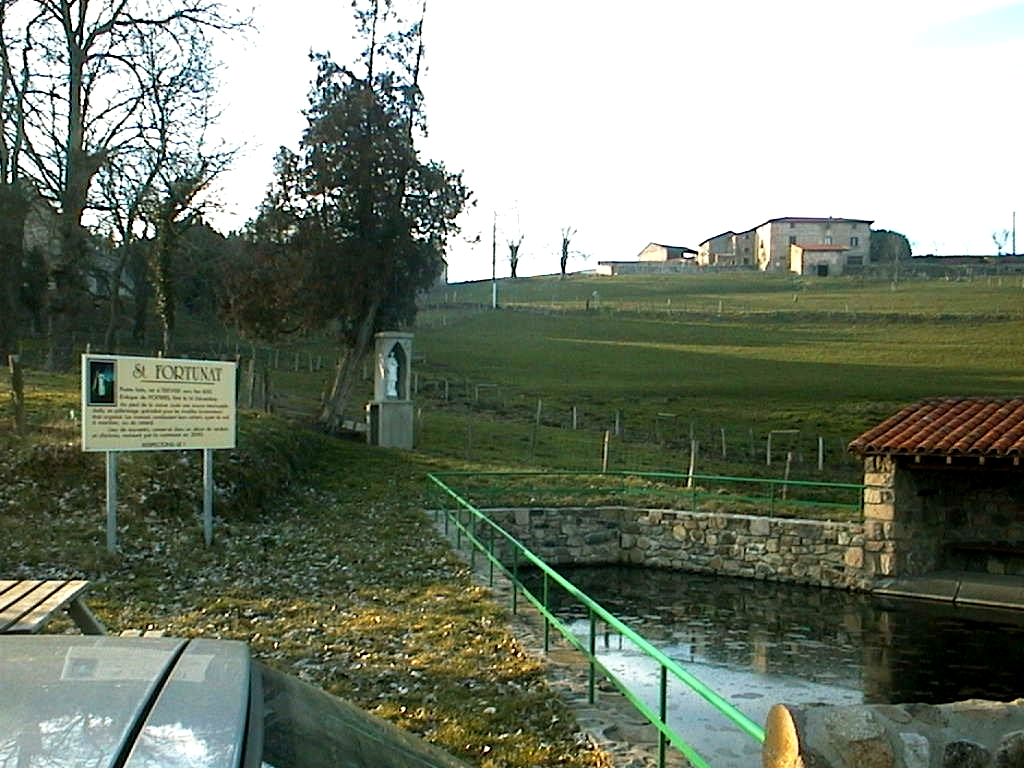
聖フォルテュナの泉

村の低地にある洗濯場は、無尽蔵に清らかな水が湧く水源である。泉には聖フォルテュナの白い彫像が反射している。聖フォルテュナはトレヴィーゾで生まれたラテン語の詩人で、ポワティエ司教となっている。かつてそこは運動機能に障害を抱えた人々が集まる巡礼地であった。歩くのが遅かったりスムーズでない子供を持つ母親たちが、自らの子供たちを連れてきていた。

## 人口統計
| 1962年 | 1968年 | 1975年 | 1982年 | 1990年 | 1999年 | 2007年 | 2014年 |
| ------ | ------ | ------ | ------ | ------ | ------ | ------ | ------ |
| 231    | 235    | 221    | 218    | 208    | 224    | 261    | 317    |

参照元:1962年から1999年までは複数コミューンに住所登録をする者の重複分を除いたもの。それ以降は当該コミューンの人口統計によるもの。1999年までEHESS/Cassini、2006年以降INSEE。